# Rosenauer Kerk
De Rosenauer Kerk (Duits: Rosenauer Kirche, Russisch: Кирха Розенау) is een neogotische kerk van baksteen in de oude wijk Rosenau in het zuidoosten van het centrum van de Russische stad Kaliningrad, het vroegere Koningsbergen. De fundamenten van de kerk rusten op blokken graniet, resten van een oud Pruisisch fort.

## Geschiedenis
Een sterke bevolkingsgroei maakte in het begin van de 20e eeuw de bouw van een nieuwe evangelisch-lutherse kerk noodzakelijk. De bouwwerkzaamheden begonnen op 23 juni 1914, maar werden vertraagd door de Eerste Wereldoorlog en daarna de inflatie. De werkzaamheden werden pas in 1925 hervat en op 12 december 1926 was de kerk voltooid.
Aan het einde van de Tweede Wereldoorlog wisten de Russische troepen het gebied zo snel in handen te krijgen, dat de kerk slechts licht werd beschadigd. Nadat de resterende Duitse bevolking van Koningsbergen werd gedeporteerd, werd de stad herbevolkt door Russen. De kerk werd na 1945 voor de eredienst gesloten en gebruikt als opslagplaats.
In 1990 werd besloten om de kerk over te dragen aan de Russisch-orthodoxe Kerk. Na restauratie van de kerk werd de kerk opnieuw gewijd. De kerk kreeg een nieuwe naam en heet tegenwoordig Voorbedekerk van de Moeder Gods (Russisch: Храм Покрова Пресвятой Богородицы).